# Ґалайни
Ґалайни (пол. Gałajny, нім. Gallehnen) — село в Польщі, у гміні Гурово-Ілавецьке Бартошицького повіту Вармінсько-Мазурського воєводства.
Населення — 120 осіб (2011).

## Демографія
Демографічна структура станом на 31 березня 2011 року:
|          | Загалом | Допрацездатний вік | Працездатний вік | Постпрацездатний вік |
| -------- | ------- | ------------------ | ---------------- | -------------------- |
| Чоловіки | 56      | 13                 | 38               | 5                    |
| Жінки    | 64      | 11                 | 43               | 10                   |
| Разом    | 120     | 24                 | 81               | 15                   |